# Henryk Józewski
Henryk Józewski   (Kíiv, 6 d'agost de 1892 - Varsòvia, 23 d'abril de 1981), nom complet Henryk Jan Józewski, fou un artista i polític polonès.

## Biografia
Esdevingué membre d'organitzacions independentistes poloneses i s'úní, en el transcurs de la Primera Guerra Mundial, a l'Organització Militar Polonesa (Polska Organizacja Wojskowa). Henryk Józewski defensà els drets de la minoria ucraïnesa a Polònia i fou notablement favorable a una autonomia més gran del voivodat de Volínia. En 1920, exercí funcions com a membre del govern de la República Popular d'Ucraïna i fou amic de Símon Petliura.
El maig de 1926, va donar suport al cop d'estat de Józef Piłsudski i exercí les funcions de ministre de l'Interior durant dos cops, el 1929 i el 1930. Durant la Segona Guerra Mundial, Henryk Józewski formà part de la resistència polonesa. Més tard, s'uní a la resistència anticomunista i fou arrestat el 1953 pels serveis de seguretat.
Henryk Józewski fou alliberat l'octubre del 1956 i retornà a la pintura de paisatges i de retrats. El 1958, s'uní a l'associació polonesa de pintors. Moltes de les seves obres es troben exposades al Museu Nacional de Varsòvia.